# Chính sách thị thực của Papua New Guinea

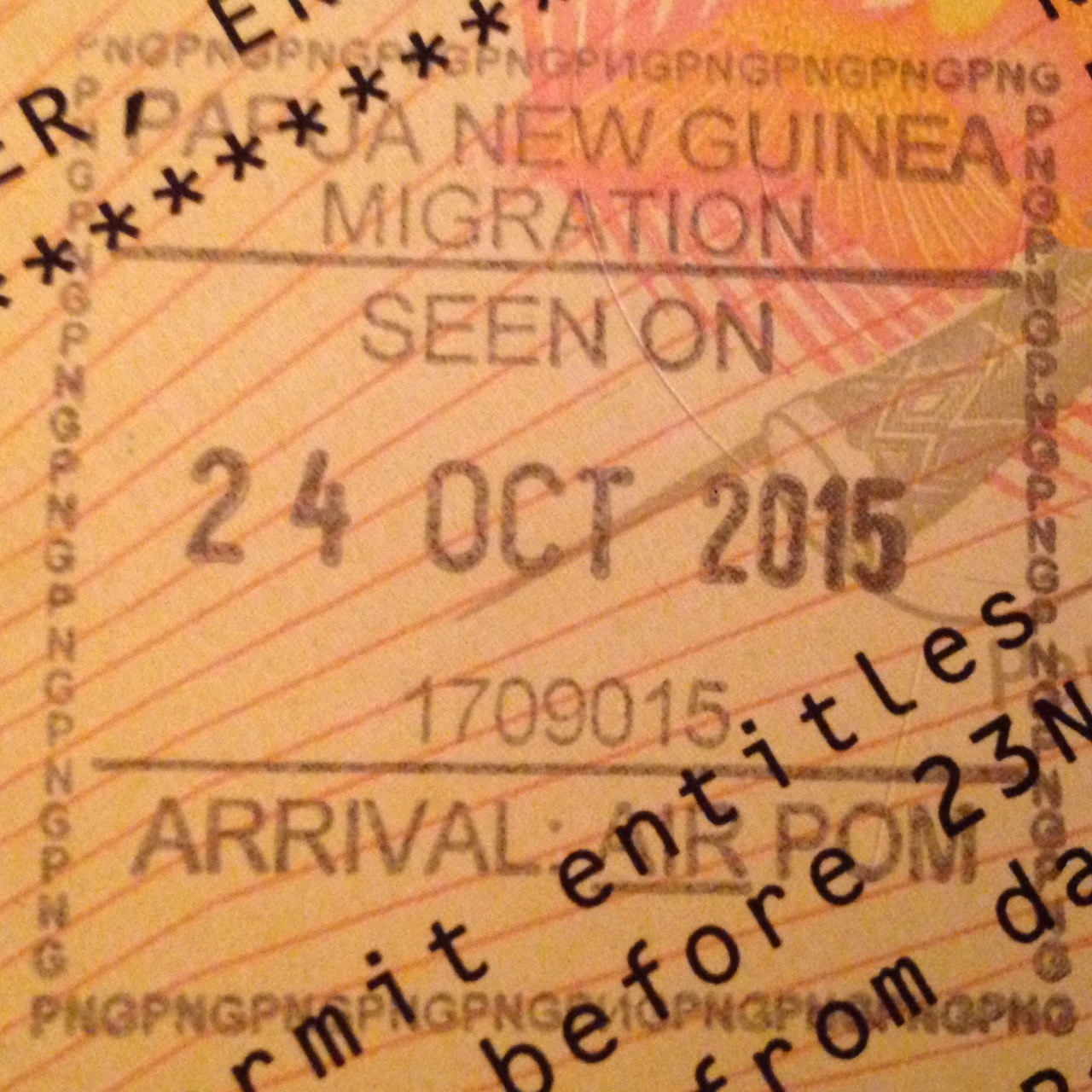
Papua New Guinea entry stamp

Một người nước ngoài muốn đến Papua New Guinea phải xin thị thực trừ khi họ là công dân của một nước được xin thị thực tại cửa khẩu. Tất cả hành khách phải có hộ chiếu có hiệu lực 6 tháng.

## Bản đồ chính sách thị thực

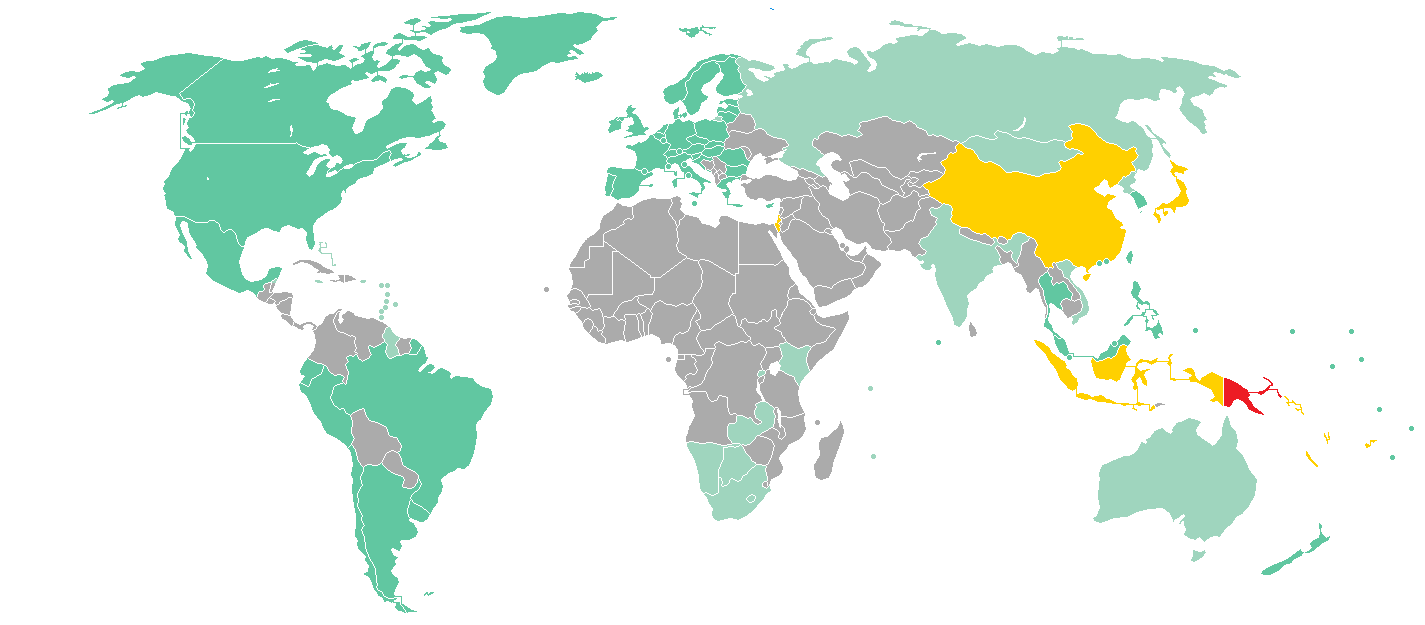
Chính sách thị thực Papua New Guinea
Papua New Guinea
Thị thực tại cửa khẩu
Cần xin thị thực

## Thị thực tại cửa khẩu
Công dân của 70 quốc gia và vùng lãnh thổ sau có thể xin thị thực miễn phí có hiệu lực 60 ngày (gia hạn được một lần có trả phí) tại cửa khẩu. on arrival at Port Moresby hoặc Tokua (Rabaul):
| - Tất cả công dân Liên minh Châu Âu1 \| - Andorra - Argentina - Úc2 - Brasil - Brunei - Canada - Chile - Ecuador - Fiji - Hồng Kông - Iceland - Indonesia - Israel - Nhật Bản - Kiribati \| - Liechtenstein - Macao - Malaysia - Maldives - Quần đảo Marshall - Mexico - Monaco - Micronesia - Nauru - New Zealand3 - Na Uy - Palau - Peru - Philippines - Samoa \| - San Marino - Singapore - Quần đảo Solomon - Hàn Quốc - Thụy Sĩ - Đài Loan - Thái Lan - Tonga - Tuvalu - Hoa Kỳ4 - Uruguay - Vanuatu - Thành Vatican \| \| | | |  |
| - Andorra - Argentina - Úc2 - Brasil - Brunei - Canada - Chile - Ecuador - Fiji - Hồng Kông - Iceland - Indonesia - Israel - Nhật Bản - Kiribati | - Liechtenstein - Macao - Malaysia - Maldives - Quần đảo Marshall - Mexico - Monaco - Micronesia - Nauru - New Zealand3 - Na Uy - Palau - Peru - Philippines - Samoa | - San Marino - Singapore - Quần đảo Solomon - Hàn Quốc - Thụy Sĩ - Đài Loan - Thái Lan - Tonga - Tuvalu - Hoa Kỳ4 - Uruguay - Vanuatu - Thành Vatican |  |

1 – Cũng áp dụng với cư dân các lãnh thổ của Pháp và Hà Lan tại Caribbe.

2 – 30 ngày, cũng có thể xin tại Sân bay Gurney (Alotau) và Sân bay Mount Hagen.

3 – Cũng áp dụng với hộ chiếu được cấp cho cư dân của Quần đảo Cook, Niue và Tokelau.

4 – Cũng áp dụng với hộ chiếu được cấp cho cư dân của Guam, Quần đảo Bắc Mariana, Puerto Rico và Quần đảo Virgin.
Tháng 4 năm 2016 trong chuyến ghé thăm của tổng thống Ấn Độ họ thông báo rằng Papua New Guinea sẽ mở rộng chương trình thị thực tại cửa khẩu đối với công dân Ấn Độ nhưng ngày thực hiện nó chưa được quyết định.

## Thẻ đi lại doanh nhân APEC
Người sở hữu hộ chiếu được cấp bởi các quốc gia sua mà có Thẻ đi lại doanh nhân APEC (ABTC) có mã "PNG" tại mặt sau có thể đi công tác ở Papua New Guinea lên đến 60 ngày mà không cần thị thực.
ABTC được cấp cho công dân của:
| - Úc - Brunei - Chile - Trung Quốc - Hồng Kông - Indonesia - Nhật Bản - Hàn Quốc - Malaysia | - Mexico - New Zealand - Peru - Philippines - Nga - Singapore - Đài Loan - Thái Lan - Việt Nam |  |

## Thống kê
Hầu hết du khách đến Papua New Guinea đều đến từ các quốc gia sau:
| Thứ hạng | Quốc gia hoặc vùng lãnh thổ | 2015    | 2014    |
| -------- | --------------------------- | ------- | ------- |
| 1        | Úc                          | 91.368  | 93.433  |
| 2        | Philippines                 | 13.569  | 13.745  |
| 3        | Hoa Kỳ                      | 12.762  | 11.668  |
| 4        | Trung Quốc                  | 10.255  | 8.970   |
| 5        | New Zealand                 | 10.149  | 10.698  |
| 6        | Vương quốc Anh              | 7.399   | 6.994   |
| 7        | Indonesia                   | 6.763   | 5.896   |
| 8        | Malaysia                    | 5.306   | 4.759   |
| 9        | Ấn Độ                       | 4.012   | 3.476   |
| 10       | Đức                         | 3.557   | 3.300   |
|          | Tổng                        | 198.685 | 191.442 |